# Igor Lipalit
Igor Lipalit (* 14. Januar 1940 in Tulcea; † Juni 2021) war ein rumänischer Kanute.
Seine größten Erfolge feierte er Ende der 1950er- und Anfang der 1960er-Jahre.
Zusammen mit Lavrente Calinov konnte er 1963 bei den Kanurennsport-Weltmeisterschaften Bronze gewinnen.
Diese Titelkämpfe zählten auch zeitgleich als Europameisterschaften. Da die beiden das drittbeste europäische Team waren, holten sie auch hier Bronze. Dies war die zweite Bronzemedaille der beiden Athleten nach den Wettkämpfen 1957 in Gent.
Bei den Europameisterschaften 1965 in der rumänischen Hauptstadt Bukarest schaffte es Lipalit alleine aufs Podium: hinter dem Deutschen Detlef Lewe holte er im Canadier-Einer Silber über 1000 Meter. Bei Olympischen Spielen war Lipalit hingegen weniger erfolgreich: Mit Platz 4 bei den Olympischen Spielen in Rom und Platz 5 bei den Spielen in Tokio verpasste er im Canadier-Zweier gleich zweimal knapp Edelmetall.